# Клочки (Алтайский край)
Клочки́ — село в Ребрихинском районе Алтайского края.

## География
Село находится на северо-востоке района, в северной части Алтайского края. Оно располагается по берегам реки Боровлянка, впадающей в реку Касмала. К югу от села протянулся ленточный сосновый бор, один из алтайских сосновых реликтовых ленточных боров. Ландшафт вокруг села — красочная лесостепь, переходящая на севере в земельные угодья и местность с многочисленными логами.
Климат
Континентальный, в среднем по году сравнительно мало осадков, холодная зима, жаркое, но короткое лето. На климат Клочков оказывает влияние ленточный бор, так как сдерживает суховеи, приходящие из Средней Азии.
Уличная сеть
В селе 13 улиц и 2 переулка.
Расстояние до
- районного центра Ребриха 20 км.
- областного центра Барнаул 81 км[4].

Ближайшие населённые пункты
Орёл  — 7 км, Боровлянка — 8 км, Касмалинка — 9 км, Зелёная Роща — 14 км.

## История
Село Клочки — одно из старейших сёл Алтайского края. По данным архивного фонда канцелярии Колывано-Воскресенского горного начальства установлено, что в «Реестре слобод и Малышевской слободы на 19 мая 1753 года значится деревня Клочкова. В деревне проживали 5 душ мужского пола, а именно: Василий Серебренников, Семён Зырянов, Пётр, его сын Иван и Василий Клочковы». Село получило название по имени старшего из поселенцев.
По списку населённых мест Томской губернии за 1859 год в деревне Клочковой числилось уже 26 дворов и 183 жителя.
К 1893 году население деревни увеличилось за счет переселенцев, она становится селом Клочковским, в 1894 году на средства прихожан построена красивая церковь на самом высоком месте. Церковь была разорена в 1937 году (сняты колокола, сброшен крест, вынесены иконы), здание использовалось как склад, затем было разобрано. Православный приход иконы Казанской божьей матери вновь открылся в 1996 году, построена деревянная церковь. В 2005 году возведён кирпичный храм Николая Чудотворца. При церкви учили детей в церковно-приходской школе (3 класса).
В селе в 1883 году 198 дворов и 1516 жителей, а в 1911 году село Клочковское — центр Клочковской волости, в нём построено уже 594 двора. В Клочках 4 ветряные мельницы, а в 1911 году купец Лаптев построил на окраине села мельницу с паровым двигателем..

## Население
| 1926  | 1997  | 1998  | 1999  | 2000  | 2001  | 2002  |
| ----- | ----- | ----- | ----- | ----- | ----- | ----- |
| 2457  | ↘1307 | ↗1312 | ↗1321 | ↘1307 | ↘1301 | ↘1269 |
| 2003  | 2004  | 2005  | 2006  | 2007  | 2008  | 2009  |
| ↘1238 | ↘1213 | ↘1142 | ↗1164 | ↘1149 | ↘1122 | ↘1105 |
| 2010  | 2011  | 2012  | 2013  | 2014  | 2015  | 2016  |
| ↗1143 | →1143 | ↘1132 | ↘1124 | ↘1098 | ↗1101 | ↘1094 |
| 2017  | 2018  | 2019  | 2020  | 2021  |       |       |
| ↗1113 | ↗1139 | ↘1103 | ↘1102 | ↗1107 |       |       |

## Известные жители
- Герой Советского Союза Владимир Урзля.
- Сапожников Владимир Константинович, российский и советский писатель (1922—1998 гг.). Мастер «военной прозы», написал более 20 книг о Великой Отечественной войне и Сибири[20]. Его первая книга «Рассказы старшины Арбузова» была высоко оценена критиками, которые ставили его книги рядом с такими мастерами жанра, как Юрий Бондарев, Григорий Бакланов, Василь Быков, Владимир Богомолов[21].
- Валентин Петрович Докукин — Герой Социалистического Труда, железнодорожник.

## Инфраструктура
Компания «Алтайские колбасы» (агропромышленная группа «Руском») возродила в селе Клочки обанкротившееся предприятие ООО «Альтаир-Агро», и вернула к жизни крупный свинокомплекс, предприятие полного цикла: выращивание зерна, производство комбикормов и мясного сырья, мясопереработка, поставка готовой продукции в розничные сети. В селе есть другие мясоперерабатывающие предприятия: ООО «Вепрь», работает ООО «Барнаульский пищевик» В Клочках функционирует необходимая для жизни сельчан инфраструктура: средняя общеобразовательная школа, почта и отделение сбербанка, магазины, библиотека, центр досуга, обслуживающие население предприятия.